# بهجت تشيليك
بهجت تشيليك (بالتركية: Behçet Çelik)‏، (ولد عام 1986، أضنة) كاتب. مؤلف تركي معاصر، فاز بجائزة سيد فايق للحكاية في عام 2008، نشر أول روايته في عام 2009، وفاز بجائزة هالدون تانر للقصة في عام 2011.

## حياته
أنهى الثانوية من مدرسة اضنه الأناضول في عام 1986، وتخرج من كلية الحقوق جامعة إسطنبول في عام 1990.
نشرت أول قصة له في مجلة الوجود في عام 1987. وقد نشرت القصص والترجمات والمقالات في مختلف المجلات والصحف. فاز بجائزة نجاح قصة المكتبة الاكاديمية في عام 1989. ونشرت الكثير من محتويات الكتاب الأول من القصص في هذا الملف تحت اسم درويشان مجنون (1992) .وبين عامى 1991- 1993 قد كان من ضمن معدي جريدة الأيام المعدودة وفيرجول.
بعد نشر كتابه الثاني في عام 1996، لم ينشر كتب لمدة طويلة. وفي عام 2002 بدأ نشر الكتب من جديد. نشر تشيليك كتاب باسم سقوط الثلج في عام 2006 وكتاب قصة زفاف بيرهان عام 2004 في أضنة، وجمع كتابته في أضنة البلد التي ولد بها. نشر حكاية باسم نار باردة في هولندا ومقتطفات باسم الإنسان والقرية، وقد حصل على جائزة سيد فائق الرابعة والخمسين للحكاية عن كتابة رغبة في منتصف اليوم (2007) المتكون من 18 حكاية.وقد حصلت قصة عرفنا كثيرا وتعرفنا كثيرا على مكان في مختارات مسماه نوير إسطنبول في أمريكا (2008)
نشر بهجت تشليك أول رواية له في عام 2009 باسم صدى العالم، ونشر في عام 2010 كتاب قصة باسم شوكة النهاية وفاز بجائزة هالدون تانر للقصة. ونشر تشيليك أيضا رواية للشباب باسم الفئة الجديدة (2011)، وفي عام 2010 نشر رواية باسم التنفس في لحظة وكتاب مقالى باسم وضعت زهرة في النار.

## الكتب المنشورة
حكاية الكتب
- درويشان مجنون (الأيام المعدودة للنشر، 1992)
- يازيلنز (الأيام المعدودة للنشر، 1996)
- حتى الجميع (الإتصال للنشر، 2002)
- زفاف بيرهان (جناح كتاب، 2004)
- رغبة في منتصف اليوم (أجنحة كتب، 2007)
- شوكة النهاية (حياة للنشر، 2010)
- المكان الذي تبقينا فيه (حياة للنشر، 2015)

التصنيف
- سقوط الثلج بأضنه / كتابات في أضنه (الإتصال للنشر، 2006)

رواية
- صدى العالم (جناح كتاب، 2009، حياة للنشر، 2011)
- الفئة الجديدة (مكتبة النهار، 2011)
- التنفس في لحظة (حياة للنشر، 2012)

مقال
- وضعت زهرة في النار (حياة للنشر، 2012)

## روابط خارجية
- موقع بهجت تشيليك
- رواية صدى العالم
- صور فوتغرافية[وصلة مكسورة]